# Nothing to Lose (Douwe Bob)
Nothing to Lose is een nummer van de Nederlandse singer-songwriter Douwe Bob uit 2024. Het is de derde single van zijn studioalbum Where Did All the Cool Kids Go?.

## Achtergrondinformatie
Douwe Bob vertelde bij Domien Verschuuren op Qmusic waar "Nothing to Lose" over gaat: "Het gaat over het pakken van kansen, pak je partner vast en zeg dat je van hem of haar houdt, stap in de auto en maak die reis". Ook zei hij dat hij deze single nóg beter vond dan voorganger This World Is Our Home. Diezelfde dag, 11 januari 2024 beleefde het nummer de radiopremière bij dezelfde zender. De bijbehorende videoclip werd opgenomen in Japan.
"Nothing to Lose" werd een grote hit in Nederland en bereikte de 9e positie in de Nederlandse Top 40.

## Tracklijst
Muziekdownload
1. "Nothing to Lose" - 3:04